# Vernon Orlando Bailey
Pour les articles homonymes, voir Bailey.
Vernon Orlando Bailey né le 21 juin 1864 à Manchester au Michigan et mort le 20 avril 1942 à Washington est un naturaliste américain spécialisé dans la mammalogie. Il a été employé par le Bureau d'étude Biologique du Département de l'Agriculture des États-Unis (USDA). Ses contributions au Bureau d'étude Biologique comptent environ 13 000 spécimens, dont de nombreuses nouvelles espèces. Bailey a publié 244 monographies et articles au cours de sa carrière au sein de l'USDA, et est surtout connu pour ses études biologiques sur le Texas, le Nouveau-Mexique, le Dakota du Nord, et l'Oregon.